# Canada Dry
Canada Dry es una marca de sodas comercializada por Dr Pepper/Seven Up, una unidad de Cadbury-Schweppes.  Canada Dry es más conocida por su ginger ale, pero también fabrica varias sodas y mezclas. Aunque Canada Dry debe su nombre a su país de origen, Canadá, se produce en muchos países.

## Historia
John J. McLaughlin era el hijo mayor de Robert McLaughlin, fabricante de vagones, situado en Oshawa, Ontario, que era uno de los mayores en su negocio del Imperio Británico. Su hermano, Robert Samuel "Coronel Sam" McLaughlin, tomó control de la firma paterna y la redirigió al negocio del automóvil (de lo que resultaría General Motors Canada en 1916). Sin embargo, John también alcanzó un éxito considerable en su propio negocio.
En 1890, el farmacéutico canadiense John J. McLaughlin abrió una fábrica de agua carbonatada en Toronto. En 1904, crea la Canada Dry Pale Ginger Ale. Cuando McLaughlin comenzó a enviar su producto a Nueva York en 1919, llegó a ser tan popular que abrió una planta en Manhattan al poco. Debido a su renombre, P. D. Saylor and Associates compraron el negocio de McLaughlin. Había nacido Canada Dry Ginger Ale, Inc.
En 1907 la bebida fue designada Proveedor Real del Gobernador General de Canadá, por lo que se cambia la etiqueta de un mapa de Canadá con la marca encima a la actual con el logotipo anterior en un escudo con corona.
En 1932 llega a México gracias al impulso industrial de los hermanos Miguel y Martín Oyamburu, que al ser fundadores de la Cervecería Modelo, aprovecharon la distribución para enviar también el refresco a toda la República.
Durante la ley seca comercializa una marca para mezclar que alcanza gran popularidad, pues su sabor ayuda a enmascarar el sabor del licor hecho en casa. En los años 30, Canada Dry amplia su negocio a todo el mundo, y de los 50 en adelante, la compañía introduce un mayor número de productos. Hoy, Canada Dry es propiedad de Cadbury-Schweppes, pero sus botellas siguen llevando motivos de la marca original.
La identificación con Canadá ha producido altibajos en el mercado de consumo. Por ejemplo, la marca fue boicoteada en varios lugares de Estados Unidos debido a la abstención de Canadá en la invasión de Irak de 2003. Los fabricantes de Texas y los propietarios británicos se quejaron pues el boicoteo era erróneo al no ser propiedad ni estar fabricado en Canadá.

## Productos

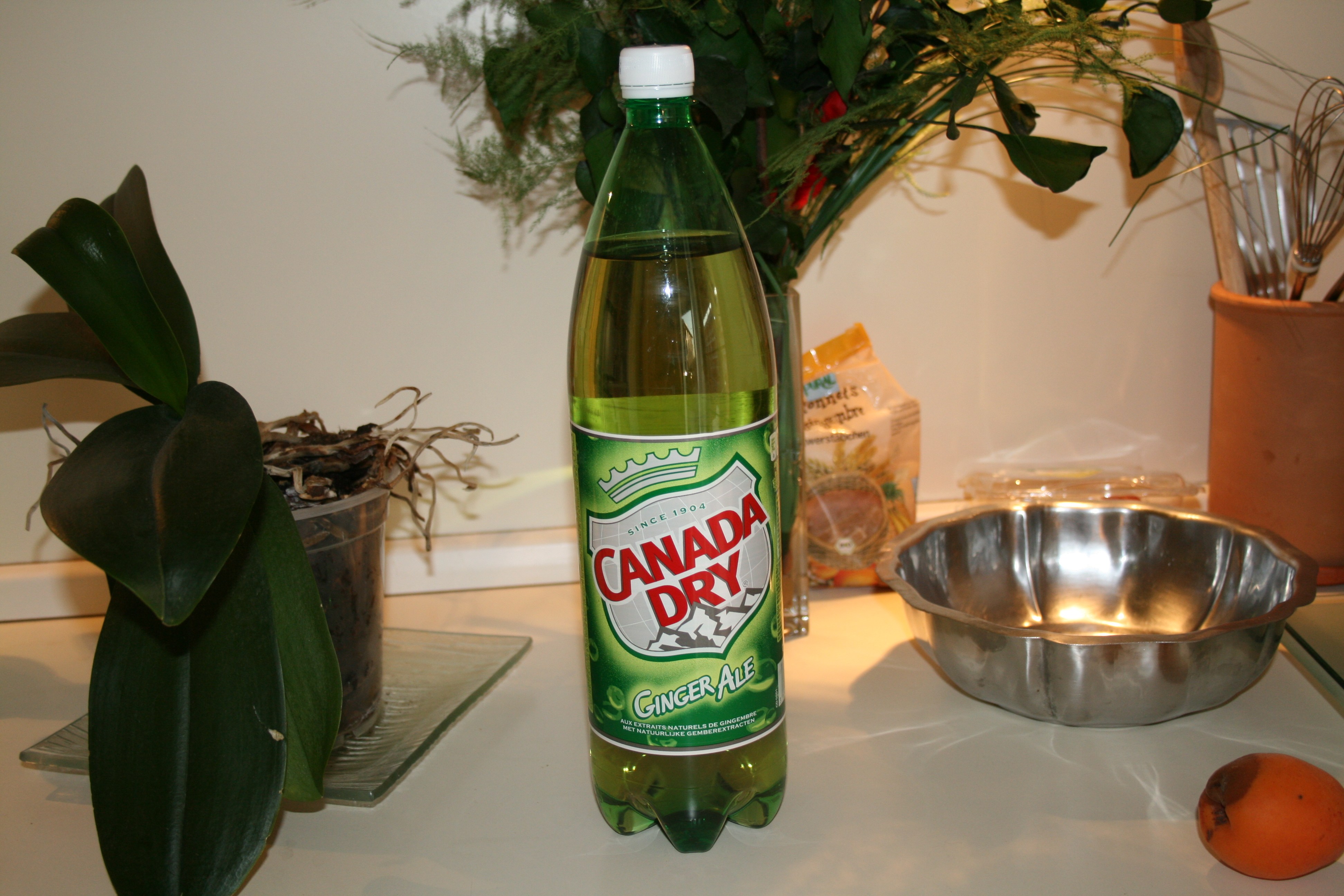
Una botella de Canada Dry Ginger Ale.

Canada Dry Ginger Ale es su producto más popular, y probablemente la marca de ginger ale más reconocida de Estados Unidos.
- Canada Dry Ginger Ale (frecuentemente vista en la serie de TV Todo el mundo quiere a Raymond o Everybody Loves Raymond)
- Diet Canada Dry Ginger Ale
- Canada Dry Ginger Ale and Lemonade (Nueva)
- Canada Dry TEN Ginger Ale (América del Norte)
- Canada Dry Green Tea Ginger Ale (disponible en la región de América del Norte)
- Canada Dry Club Soda
- Canada Dry Ginger Ale Light (Chile)
- Canada Dry Limón Soda (Chile)
- Canada Dry Tonic Water
- Canada Dry Lemon Soda
- Canada Dry Golden Cockerel Ginger Beer
- Cristales
- Sussex Golden Ginger Ale
- Cranberry Ginger Ale
- Diet Cranberry Ginger Ale
- Canada Dry Flavored Sparkling Seltzer Water (Agua de Seltz sabor Naranja, Lima, Frambuesa, Cereza)
- Canada Dry Cream Soda (no comercializada en USA)
- Pineapple Canada Dry (no comercializada en USA o Canadá)
- Pink Grapefruit Canada Dry (sólo comercializada en Perú)

## Popularidad en el mundo
- En Chile es especialmente popular, más que en cualquier país de habla hispana. Se comercializa en sus versiones Ginger Ale, Limón Soda y Agua Tónica, siendo la segunda de estas la de mayor éxito en este país. Es frecuente que la variante Ginger Ale sea pedida como "Canada" (con acento en la primera sílaba) dry, lo que es entendido en todos los establecimientos; la variante Limón Soda suele ser referida como "Limón" Soda. La empresa nacional Compañía de Cervecerías Unidas es la encargada de producirla y venderla en el país. La principal competencia de la Ginger Ale es la bebida Nørdic Mist, fabricada por Coca-Cola.

- En España tuvo su momento de popularidad en los 60, cuando era muy frecuente ver bares con el cartel luminoso de Canada Dry (todavía pueden localizarse sobre todo en pueblos). Virtualmente desaparece del mapa como marca en los 80, aunque continúa como fabricante de marca blanca para hipermercados, para volver a aparecer en una agresiva campaña de televisión (gángsters de la prohibición asaltan un tren repleto de Canada Dry), pero no logra su objetivo de reimplantarse como marca habitual.

- En México, Canada Dry era el patrocinador de la serie de Televisión Rin Tin Tin muy popular en la década de los años 1960 por el público infantil de esa época. Pero la popularidad de Canada Dry ha aumentado en los últimos años debido a que Cadbury ha autorizado a PepsiCo empacar esta refresco en ese país al igual que Squirt. En 1939 Cantinflas filma un cortometraje publicitario "Jengibre contra Dinamita" promocionando la bebida. En Monterrey en el año de 1946 se inician trámites ante el gobierno del estado de Nuevo León para instalar una planta industrial para elaborar y embotellar los productos Canada Dry, Ginger Ale, Agua Mineral, Spur, Vainilla, Limonada y Orange mediante la sociedad Canada Dry de Monterrey.[2]

- En Argentina, durante las décadas del 60 y 70, Canada Dry tuvo un alto nivel de popularidad, pero debido a la controversia que generó en algunas partes del país, la prohibición de la Coca-Cola por parte de los Ministerios de Salud provinciales. El caso más notable, fue entre las Provincias de Santa Fe, Chaco y de Corrientes. En la segunda, durante la década del 60, Coca-Cola efectivizó la instalación de una planta fabricadora de sus productos. Sin embargo, la marca no podía ingresar al mercado chaqueño, debido a que no gozaba de la aprobación del Ministerio de Salud de dicha Provincia, por lo que la versión sabor Cola de Canada Dry, Spur Cola, junto a su competidora Bidú Cola, eran las únicas marcas autorizadas a comercializarse en la Provincia.

- En Perú, fue introducida por Manuel Ventura en su versión de sabor a piña llamada Piña Canada Dry,[3][4] posteriormente fue adquirida por CEPSA - Compañía Embotelladora del Pacífico S.A., que produjo la Ginger Ale.[3] Ambas bebidas desaparecieron hacia 1995.[3] La marca fue reintroducida a principios de 2011 en las cadenas de supermercados Metro y Wong.
- En Costa Rica, es producida por Coca-Cola FEMSA y se comercializan los sabores Ginger Ale y Ginger Ale Light, Club Soda y Agua Tónica en diferentes presentaciones (355 ml, 600 ml, 2000 ml y 3000 ml). Canada Dry es una marca popular entre los costarricenses, las personas tradicionalmente la llaman “Gin” refiriéndose al sabor ginger ale.

- En Colombia, es distribuida por Gaseosas Postobón, empresa que únicamente envasa Canada Dry Ginger Ale y Agua Tónica, ambas generalmente en tamaño familiar mediano (1.5 litros) y "Mega" (3 litros), el tamaño personal solo se envasa en botellas de 220 ml Desechables y también es envasado en botellas de 400 ml desechables y botellas de vidrio.

- En El Salvador, era popular desde los años 60, la cual era muy consumida también por los salvadoreños, y producida por la sociedad La Cascada.

- En Guatemala, es producida por Fábrica de Bebidas Gaseosas Salvavidas S.A. bajo licencia de Canada Dry Corp. Se distribuyen en diferentes supermercados, en varias presentaciones como en latas de 350 ml. hasta botellas grandes de 2 litros.
- En Nicaragua, es distribuida por Coca-Cola, solo existen los sabores de Ginger ale y Soda. En este país solo se puede encontrar el envase enlatado de 355 ml.
- En Panamá, fue producida desde 1930 por Cervecería Alemana del Pacífico bajo licencia de Canada Dry Corp. y en la Segunda Guerra Mundial tres cervecerías panameñas deciden unirse y formar una sola empresa constituyéndose así la Cervecería Nacional S.A que la produce desde 1939 bajo el nombre Canada Dry Ginger Ale.